# Sangmissoq
La isla Sangmissoq (en danés, Sangmissoq Ø) es una isla ribereña localizada en aguas del océano Atlántico Norte, frente a la costa meridional de Groenlandia, algo al este del cabo Farewell (cabo Uummannarsuaq). Tiene una superficie de 803 km².  
La isla Sangmissoq es parte del municipio de Kujalleq  (que comprende el extremo meridional de Groenlandia). 